# Иванов, Александр Михайлович (телевизионный деятель)
Иванов, Александр Михайлович (р. 3 июля 1958, Харьков) — автор, режиссер и ведущий передачи «Книга рекордов Харькова», выходящей с 1996 года на каналах «Тонис-Центр» (ныне вещает под эфирным брендом «7-й канал») и «А/ТВК», а также других телевизионных проектов; руководитель ряда студенческих коллективов при Дворце Студентов ХПИ и Харьковском муниципальном центре культурных инициатив.

## Биография
Окончил Харьковский политехнический институт в 1981 году. После его окончания работал там же на кафедре прикладной математики.
В 1980 году Александр Иванов стал одним из победителей в конкурсной телевизионной программе «Веселые ребята».
Сотрудничал с директором студии «ХПИ-фильм» Аркадием Фаустовым как сценарист, а также как актёр.
Один из основателей и руководителей творческой студии «Эксперимент» при инженерно-физическом факультете ХПИ в 1978 году.
В 1981—1982 годах был руководителем театра «Публицист», созданного Борисом Гуниным (ныне руководитель Владимирского академического театра драмы), а с 1982 — руководителем театра эстрадных миниатюр при Дворце студентов ХПИ.
В мае 1980 года театр «Публицист» выступил в Ворошиловограде (ныне Луганск) на Республиканском смотре-конкурсе агитколлективов Украины, где литературно-музыкальная композиция «Сердце века» заняла I место. Сценарий (авторы — Б. Гунин, А. Иванов, А. Большуткин) занял I место в конкурсе сценариев. Программа транслировались по областному радио и телевидению.
1983 год—1987— постоянное успешное участие театра миниатюр в фестивалях молодежных театров в Запорожье, Донецке, Днепропетровске, Кривом Роге, Тольятти, на БАМе и т. д.
1987—1988 — участие театра миниатюр ХПИ в самом масштабном конкурсе молодежных юмористических театров в Донецке на приз журнала «Студенческий меридиан». Право на первенство здесь оспаривало около 100 коллективов европейской части СССР, в том числе Москва, Ленинград, Минск. СТЭМ ХПИ вошёл в тройку самых сильных коллективов. Съемочная группа популярной программы «Взгляд» показала в эфире только один номер фестиваля — «Решетка», привезённый харьковским колективом.
Начиная с 1981 года Александр Иванов — участник и организатор ежегодных первоапрельских фестивалей юмора ХПИ, проводящихся с 1978 года.
Далее многократно возглавлял Харьковские городские фестивали юмора.
В 1990-е годы начал карьеру в СМИ, принимал участие в создании телевизионных юмористических шоу «Аукцион-шоу» и «Экспресс-шоу».
Параллельно занимался организацией харьковских конкурсов КВН, работал с командой КВН при ХАИ «Люди в белом».
В 1996 году создал и возглавил проект «Книга рекордов Харькова».
В настоящее время является продюсером Центра юмора при Дворце Студентов ХПИ и председателем оргомитета фестиваля юмора, возглавляет студенческий театр эстрадных миниатюр «Абзац», участвует в различных мероприятиях Дворца Студентов ХПИ и МЦКИ.
Студенческий театр эстрадных миниатюр в 21-м веке:
- Победитель конкурса «Харьковская первоапрельская Юморина» (2002—2004);
- Лауреат ежегодного Харьковского фестиваля «Шельменко вітає» и областного фестиваля театральных коллективов (2004—2005);
- Дипломант 1-го Фестиваля студенческих театров (Харьков, 2003);
- Дипломант межвузовского фестиваля юмора и пародий 2003 в г. Донецке;
- Дипломант международного Крымского фестиваля творческой молодежи и студентов 2003.
- Дипломант и лауреат международных фестивалей студенческих театров эстрадных миниатюр (2003—2010), «Запорожские шутки», фестиваля «Театральная сессия» в г. Днепропетровске (2003 и 2004), фестиваля «Рампа» (2004 и 2005), 21-го Волгоградского фестиваля СТЭМов (2004) «Земля — планета людей».[2]

С 2004 года является членом союза журналистов Украины.
В 2018 году центр ОО «Центр современных информационных технологий и визуальных искусств» под руководством А. Иванова победил в конкурсе инновационно-инвестиционных и имиджевых проектов на создание документального фильма о Харькове, вышедшего на экраны кинотеатров в конце того же года и опубликованного на YouTube двумя годами позже.,
Имеет дочь.